# Michael Henker
Michael Henker (* 1948 in Salzburg) ist ein österreichischer Historiker, Kunsthistoriker und Museumsfachmann.

## Leben
Michael Henker ist im Werdenfelser Land aufgewachsen und studierte Geschichte, Anglistik und Kunstgeschichte, sowie Namenkunde in München und schloss sein Studium 1982 mit der Promotion ab. Seit der Neugründung 1983 war er Mitarbeiter beziehungsweise Referatsleiter im Haus der Bayerischen Geschichte in Augsburg, seit 2000 als dessen stellvertretender Direktor. Zusammen mit Wolf-Armin von Reitzenstein leitete er das landesweite Forschungsprojekt „Erfassung der Flurnamen in Bayern“ (1988–2002). Die Ergebnis des Forschungsprojektes wurden in der 1992 begonnenen Reihe „Bayerisches Flurnamenbuch“ veröffentlicht.
Er ist der Erfinder der bayerischen Landesausstellungen und betreute zahlreiche große Ausstellungsprojekte im In- und Ausland.
Er ist Autor und Herausgeber zahlreicher Einzelpublikationen, Ausstellungskataloge, Sammelwerke, Medien, Schriftenreihen und Periodika zur Geschichte, Kunst- und Kulturgeschichte, sowie zu allen Aspekten der Museologie. Organisator zahlreicher Fachtagungen und Kolloquien.
Von 2008 bis zu seinem Eintritt in den Ruhestand 2013 war er als Landeskonservator Leiter der Landesstelle für die nichtstaatlichen Museen in Bayern. Er förderte in dieser Zeit zahlreiche Museumsprojekte, gründete die Volontärsakademie Bayern und war maßgeblich an der Gründung der Bayerischen Museumsakademie beteiligt.
Vom 1. Januar 2014 bis Ende 2016 war er Präsident von ICOM Deutschland. Er war Mitglied im wissenschaftlichen Beirat der Sudetendeutschen Stiftung und ist Leiter des Planungs- und Aufbaustabes des Sudetendeutschen Museums in München.
Außerdem ist er Vorsitzender des Wahnfried-Kuratoriums des Richard Wagner Museums Bayreuth und Mitglied in weiteren Museums- und Ausstellungsgremien (Geschichtspark Bärnau-Tachov, Ludwig Erhard Zentrum Fürth, Bayerischer Kunstgewerbeverein, Bayerischer Zentral-Bibelverein, und weitere). Seit Januar 2018 ist er auch Vorsitzender des Historischen Vereins Neuburg. Im gleichen Jahr wurde er mit dem Kulturpreis der Stadt Neuburg an der Donau ausgezeichnet. Außerdem ist er Mitglied im Verband für Orts- und Flurnamenforschung in Bayern.